# Ludolf Nielsen

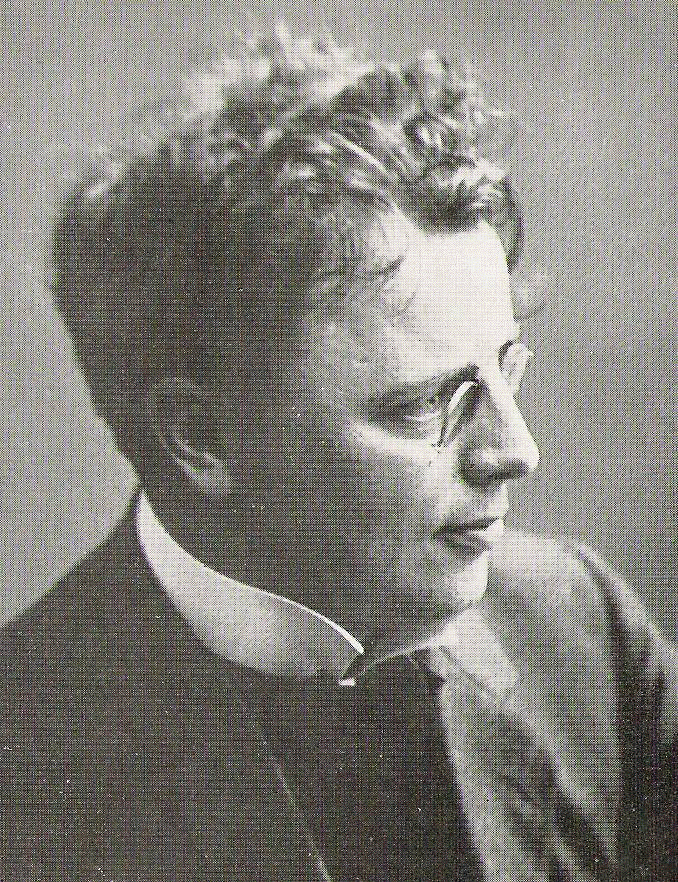
Ludolf Nielsen

Carl Henrik Ludolf Nielsen (* 29. Januar 1876 in Nørre Tvede bei Næstved; † 16. Oktober 1939 in Kopenhagen) war ein dänischer Komponist.

## Leben
Ludolf Nielsen, der Sohn eines Bauern, zeigte schon als Kind großes musikalisches Talent und erhielt ab 1883 den ersten geregelten Violinunterricht. 1892 zog er nach Kopenhagen, um dort weiteren Unterricht zu nehmen. Drei Jahre später erhielt er ein Stipendium, das ihm ermöglichte, am Konservatorium Violine, Klavier und Musiktheorie zu studieren. Während seiner Studien begann Nielsen, autodidaktisch erste Kompositionen zu verfassen. 1897 wurde er als Bratschist ins Kopenhagener Tivoli-Orchester aufgenommen, im darauffolgenden Jahr schloss er seine Studien ab.
Um die Jahrhundertwende trat er mit ersten Kompositionen an die Öffentlichkeit. Kurze Zeit später erhielt Nielsen erneut ein Stipendium und konnte sich in den Jahren 1903 und 1904 in Leipzig weiterbilden. In den folgenden Jahren mehrte sich seine Reputation als Komponist in und außerhalb Dänemarks. Der Erste Weltkrieg bedeutete einen tiefen Einschnitt in seinem Leben. Er musste Kompositionsunterricht geben und ein Amateurorchester leiten, um seinen Lebensunterhalt bestreiten zu können. 1926 wurde Nielsen musikalischer Berater des Dänischen Rundfunks, was er bis 1932 blieb. Insgesamt aber wurde er nach dem Ersten Weltkrieg abgesehen von einigen wenigen Erfolgen kaum mehr öffentlich als Komponist wahrgenommen und geriet allmählich in Vergessenheit.

## Stil
Nielsens Schaffen lässt sich in zwei Perioden einteilen. In der ersten Periode ist sein Schaffen deutlich von der Spätromantik beeinflusst. Kennzeichen seiner Werke dieser Zeit sind opulente Klangfülle und ein Hang zu Ideen des Symbolismus. Aus vielen Werken spricht tiefer Idealismus und ein gewisser Hang zum Positiven. Besonders auffällig ist die Verwendung des zyklischen Prinzips in vielen größer angelegten Werken, das heißt die meisten Themen kehren satzübergreifend wieder und haben teilweise sogar eine gewisse Funktion. In dieser Hinsicht erweist sich Nielsen stärker als jeder andere dänische Komponist als von César Franck beeinflusst. Außerdem hegt er eine Vorliebe für Themen, die an Tänze und Spielmannsweisen erinnern. Während des Ersten Weltkrieges schrieb Nielsen keine neuen Werke, doch nach dem Krieg begann er wieder mit dem Komponieren. Erschüttert durch die schrecklichen Ereignisse glaubte er jedoch, seinen früheren Stil nicht mehr aufrechterhalten zu können. In seiner zweiten Schaffensperiode schreibt er deshalb längst nicht mehr so romantisch wie zuvor, sondern legt verstärkt Wert auf Polyphonie und Linearität. An die Stelle der bis dahin vorherrschenden Chromatik tritt nun eine Vorliebe für Bitonalität. Auch wenn er weiterhin Elemente der dänischen Folklore in seine Musik einbaut, wirken die Werke der zweiten Schaffensperiode sehr viel distanzierter und kühler als die der ersten. Nielsen stand spätestens seit dem Ersten Weltkrieg völlig im Schatten seines Namensvetters Carl Nielsen.

## Werke
Orchesterwerke
- Sinfonie Nr. 1 h-Moll op. 3 (1902/03)
- Sinfonie Nr. 2 E-Dur op. 19 „Glückssinfonie“ (1907–09)
- Sinfonie Nr. 3 C-Dur op. 32 (1911–13)
- „Aus den Bergen“, Suite op. 8 (1905)
- Konzertouvertüre C-Dur op. 13 (1906)
- „Waldwanderung“, Suite op. 40 (1922)
- „Lakschmi“, Ballett op. 45 (1919–21)
- „Hjortholm“, Tonbild op. 53 (1923)
- „Der Reisekamerad“, Ballett op. 54 (1928)
- „Frühlingsouvertüre“ op. 56 (1932)
- „Brunnenmarkt“, sinfonische Dichtung op. 60 (1936)
- „Lyrisk Nocturne. Sommeraften ved Nymindegab“, op. 48 (1937)

Vokalwerke
- „Isbella“, Oper op. 10 (1907)
- „Die Uhr“, Oper op. 16 (1911)
- „Der Turm zu Babel“, Oratorium für Soli, Chor und Orchester op. 35 (1912/13)
- „Lola“, Oper op. 43 (1920)
- ca. 120 Lieder
- Chöre

Kammermusik
- Streichquartett Nr. 1 A-Dur op. 1 (1900)
- Streichquartett Nr. 2 c-Moll op. 5 (1903/04)
- Romanze für Violoncello und Klavier oder Orchester op. 11 (1905)
- Streichquartett Nr. 3 C-Dur op. 41 (1920)

Klavierwerke
- 4 Klavierstücke op. 17 (1907)
- 3 Noveletten op. 21 (1908)